# Annette Schwarz
Annette Schwarz (nabij Mainz, 26 maart 1984) is het pseudoniem van een Duitse pornoactrice en pornoregisseuse.

## Biografie
Annette Schwarz werd in een plaatsje nabij Mainz, Duitsland geboren. Tot haar zeventiende ging ze in Frankrijk naar een meisjesschool. Schwarz startte als 18-jarige haar carrière als pornoactrice voor John Thompsons GGG- en 666-pornofilms. In dezelfde periode was Schwarz werkzaam als verpleegster. Na afloop van haar driejarig contract bij Thompson maakte ze films voor Private, Evil Angel en andere studios.
In september 2004 startte Schwarz met haar eigen productiemaatschappij onder de naam Annette Schwarz Production. Met haar productiemaatschappij sloot ze in juli 2009 een distributiecontract af met Your Choice Distributions. Schwarz maakte haar debuut als regisseuse met de serie Fairly Abused en maakte drie pornofilms in de reeks.
Het Amerikaanse tijdschrift Penthouse plaatste Schwarz in hun "Dirty Dozen" van de november 2013 uitgave.

## Filmografie

### als actrice (selectie)
- 2003: Arschgefickt und Vollgespritzt (debuut)
- 2003: Die Schluck-Maschine
- 2003: Hallo Ich Soll Hier Schlucken
- 2004: Abgepisst und Ausgelutscht
- 2004: Perverse Goldkehlchen
- 2006: Sperma Grand Prix
- 2006: Service Animals 24
- 2006: Slutty and Sluttier 1
- 2006: Slutty and Sluttier 3
- 2006: Slutty and Sluttier 6
- 2006: Fishnets 4
- 2006: Fashionistas Safado – The Challenge
- 2007: Evil Anal 3
- 2007: Girlvana 3
- 2007: Furious Fuckers – Final Race
- 2007: Annette Schwarz is Slutwoman
- 2007: Sex and Submission: Annette Schwarz and Brandon Iron
- 2008: Annette Schwarz is Slutwoman 2
- 2009: Annette Schwarz - Ein schwanzgeiles Biest
- 2009: Battle of the Sluts 3: Bobbi Starr vs Annette Schwarz
- 2014: Fairly Abused 3

### als regisseuse
- 2009: Fairly Abused 1
- 2011: Fairly Abused 2
- 2014: Fairly Abused 3

## Prijzen
- 2008: Adam Film World Guide Award voor "Female Performer Of The Year"
- 2008: AVN Award voor "Best Group Sex Scene – Video" in Fashionistas Safado: Berlin (samen met Sintia Stone, Judith Fox, Vanessa Hill en Rocco Siffredi)
- 2008: XRCO Award voor "Superslut"
- 2009: AVN Award voor "Best Oral Sex Scene" in Face Fucking Inc. 3[5]